# Cryphia taishanensis
Cryphia taishanensis är en fjärilsart som beskrevs av Charles Boursin 1954. Cryphia taishanensis ingår i släktet Cryphia och familjen nattflyn. Inga underarter finns listade i Catalogue of Life.